# Edgar Julius Jung
Edgar Julius Jung, pseudonim Tyll (ur. 6 marca 1894 w Ludwigshafen am Rhein, zm. 30 czerwca lub 1 lipca 1934 w Berlinie lub w lesie koło Oranienburga) – niemiecki prawnik, polityk i publicysta. W 1924 przygotował i przeprowadził udany zamach na życie przywódcy lokalnych separatystów Franza Josefa Heinza, który postulował przyłączenie Palatynatu do Francji. Przedstawiciel rewolucji konserwatywnej w Republice Weimarskiej. Współpracownik Franza von Papena, wicekanclerza w rządzie Adolfa Hitlera, krytyczny wobec niektórych aspektów narodowego socjalizmu, zabiegał o wskrzeszenie monarchii. Autor przemówienia krytykującego politykę Adolfa Hitlera i NSDAP, wygłoszonego przez Franza von Papena na uniwersytecie w Marburgu 17 czerwca 1934. Zamordowany przez SS podczas nocy długich noży.

## Życiorys
Syn nauczyciela Wilhelma Jakoba Junga i jego żony Friedy (z domu Friedrich).
Studia prawnicze w Lozannie (1913–1914), Heidelbergu (1918–1919) i Würzburgu (1919–1920) zakończył zdobywając stopień doktorski w 1920. W okresie I wojny światowej walczył na froncie jako lotnik. W 1919 wstąpił do Freikorpsu von Epp.
W 1922 rozpoczął pracę w Zweibrücken jako adwokat w kancelarii Dr. Alberta Zapfa – posła do Reichstagu z ramienia Niemieckiej Partii Ludowej (niem. Deutsche Volkspartei, DVP). Już od 1918–1919 sympatyzował z Niemiecką Partią Ludową, dla której organizował młodzieżówki na terenie Palatynatu.

### Ruch oporu w Palatynacie

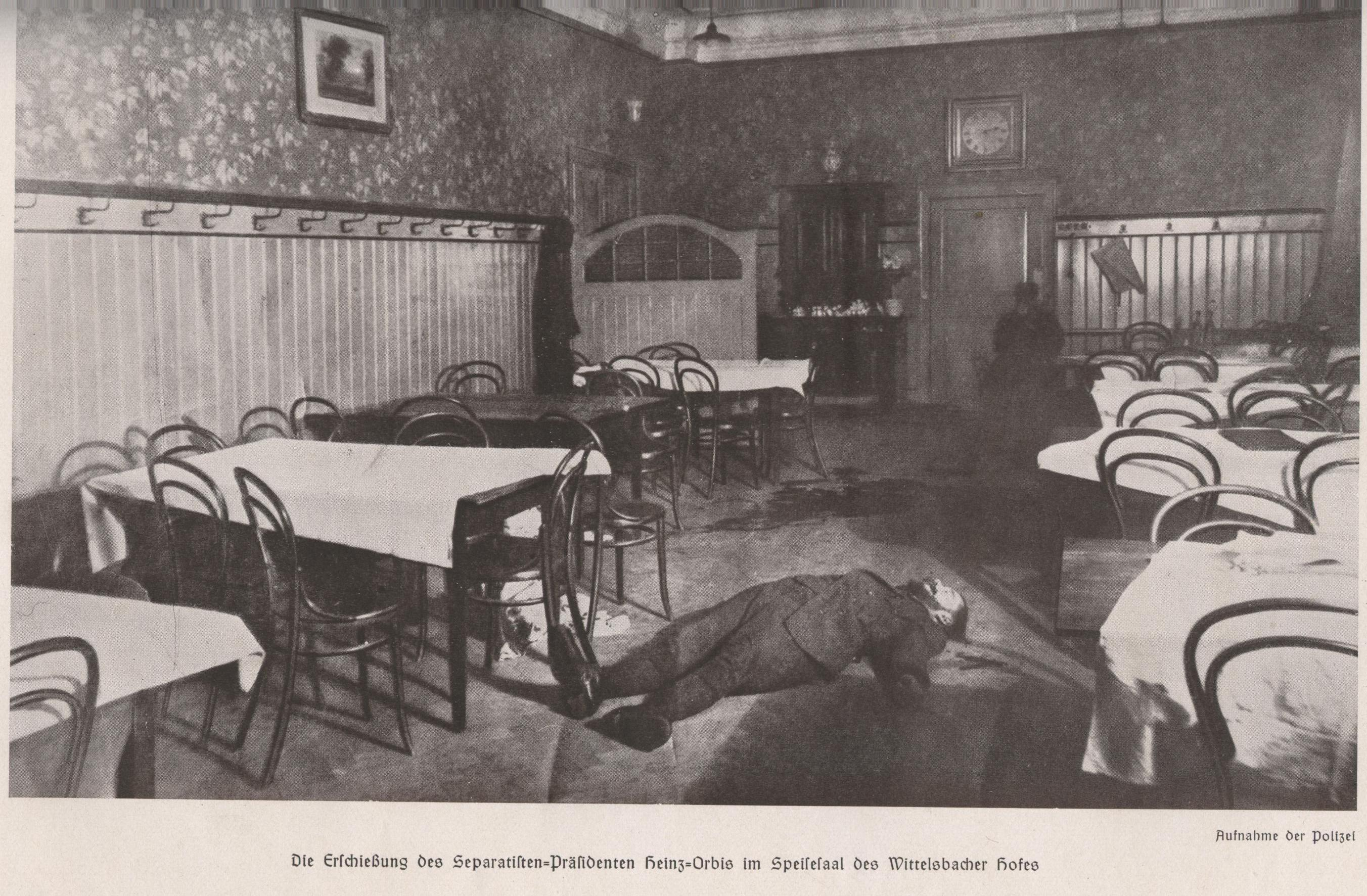
Ciało zamordowanego Franza Josefa Heinza, Spira, 9 stycznia 1924

W wyniku I wojny światowej Palatynat pozostawał pod okupacją francuską od grudnia 1918. W 1923–1924 Jung założył związek militarny w celu wyzwolenia Palatynatu i obrony przed separatystami wspieranymi przez władze francuskie. Za przyzwoleniem władz bawarskich, zorganizował zamach na życie przywódcy lokalnych separatystów Franza Josefa Heinza, zwanego Heinzem Orbisem (od nazwy miejscowości Orbis, z której pochodził Heinz). Heinz-Orbis, wraz z osobami mu towarzyszącymi, został zastrzelony w jadalni gospody „Wittelsbacher Hof" w Spirze przez bojówkę dowodzoną przez Junga 9 stycznia 1924. Wobec niemocy Rzeszy, Jung był przeświadczony o konieczności udaremnienia odłączenia Palatynatu od Rzeszy. Po zamachu Jung uciekł do Monachium, gdzie pracował jako prawnik do 1930.
W latach 1929–1930 wspierał początkowo umiarkowane skrzydło Niemieckiej Narodowej Partii Ludowej (niem. Deutschnationale Volkspartei, DNVP) Gottfrieda Treviranusa. Po klęsce wyborczej w 1930 Jung zaczął postulować zmiany konserwatywno-rewolucyjne, popierali go członkowie Deutsche Schutzbundu, Volksdeutscher Clubu w Berlinie i Jungkonservativen Clubu w Monachium.

### Rewolucja konserwatywna
Jeszcze w 1924 bez powodzenia ubiegał się o mandat poselski z ramienia Niemieckiej Partii Ludowej, po czym zdystansował się do polityki partyjnej, koncentrując się na pracy dziennikarskiej i pisarskiej. Publikował swoje artykuły m.in. dla Deutsche Rundschau, Rheinische-Westfälische Zeitung czy Münchner Neuesten Nachrichten.
W opublikowanej w 1927 książce pt.: „Die Herrschaft der Minderwertigen. Ihr Zerfall und ihre Ablösung durch ein neues Reich” wyłożył teoretyczne podstawy rewolucyjnie zmienionego konserwatyzmu, stając się jednym z głównych propagatorów rewolucji konserwatywnej – duchowo-politycznego ruchu młodych sił konserwatywnych, opowiadających się za państwem autorytarnym, a przeciwko liberalnym wartościom demokracji weimarskiej. Jung sięgał po naukę neo-kantowską, a także odwoływał się do prac Wilhelma Diltheya i Henriego Bergsona. Uważał, że polityka musi być a-racjonalna, zorientowana metafizycznie; postulował ponadjednostkowe, transcendentne podejście jako fundament wszelkiej kultury – nową pozycję konserwatywną, przez którą człowiek miał ponownie wpływać na rozwój historii. Opowiadał się za myśleniem historycznym, a nie biologicznym, odwołując się do idei Othmara Spanna, Ferdinanda Tönniesa, Roberta Michelsa i Vilfredo Pareto. Uniwersalizm Junga był politycznie anty-pluralistyczny. Ponadto Jung opierał swoją polityczną filozofię na idei ponownej chrystianizacji, nawiązując do Nikołaja Bierdiajewa. W eseju pt.: „Deutschland und konservative Revolution” (1932) rewolucję konserwatywną zdefiniował w następujący sposób 

Rewolucją konserwatywną nazywamy ponowne zwrócenie uwagi na wszystkie te prawa i wartości, bez których człowiek traci połączenie z naturą i z Bogiem i nie może zbudować prawdziwego porządku.

Jung odrzucał niektóre koncepcje nazistowskie, opowiadał się za ponadnarodowym, federalnym porządkiem w Europie Środkowej, której jądrem miała być Rzesza Niemiecka. Był jednak zwolennikiem sojuszu politycznego z narodowymi socjalistami. Wierzył, że konserwatyści mogą przejąć kontrolę nad ruchem nazistowskim. Popierał utworzenie w 1931 roku frontu harzburskiego, sojuszu pomiędzy konserwatywną prawicą (DNVP) a NSDAP. W lipcu 1932 pisał, że to narodowi socjaliści mieli zaszczyt pokonać Republikę Weimarską, co zaskarbiło im wdzięczność konserwatystów, podkreślając jednocześnie, że intelektualne warunki dla rewolucji niemieckiej zostały stworzone poza obozem narodowego socjalizmu, który jedynie przejął zadanie organizacji ruchu masowego, a jego powodzenie nie daje prawa do odrzucenia awangardy intelektualnej.

### Schyłek Republiki Weimarskiej i dojście Hitlera do władzy
Jung wspierał rząd Franza von Papena i jesienią 1932 zaczął pisać przemówienia dla ówczesnego kanclerza. Jego praca została przerwana odsunięciem Papena od władzy przez Kurta von Schleichera w grudniu 1932 stwierdził na forum Reichstagu, że dalsze rządy von Papena doprowadzą do wojny domowej w Niemczech, a Reichswehra straciła zaufanie do kanclerza i nie stanie po jego stronie. W styczniu 1933 roku Von Papen zaproponował prezydentowi Hindenburgowi utworzenie "rządu koncentracji narodowej" z Adolfem Hitlerem jako kanclerzem i licznymi politykami prawicy jako przeciwwagą dla wpływów Hitlera. Koncepcja ta została przyjęta, von Papen powrócił do władzy jako wicekanclerz w rządzie Hitlera. Jung zaoferował swoje usługi Papenowi i ponownie nawiązał współpracę z wicekanclerzem. Pomiędzy wiosną a latem 1933 prawie wszystkie przemówienia wygłoszone przez von Papena wyszły spod pióra Junga.
W 1933 Jung opublikował książkę pt.: „Sinndeutung der deutschen Revolution”, w której przeciwstawił masowy, nacjonalistyczny, rasistowski ruch hitlerowski nowemu, chrześcijańskiemu, ponadnarodowemu, europejskiemu konserwatyzmowi. Junga pozostawał krytyczny wobec niektórych aspektów nazizmu pomimo faktu, że protektor polityczny Junga, von Papen, a także liczni politycy konserwatywnej prawicy (DNVP) np. Alfred Hugenberg byli wówczas ministrami w rządzie Hitlera. Jung planował wskrzeszenie monarchii z Habsburgiem na tronie oraz przygotowanie szeroko zakrojonej akcji politycznej przeciwko Hitlerowi z inicjatywy młodych konserwatystów doradzających von Papenowi (m.in. Fritza Günthera von Tschirschky’ego, Friedricha Carla von Savigny’ego, Herberta von Bose i Hansa von Kagenecka).

#### 17 czerwca 1934 – przemówienie na uniwersytecie w Marburgu
Główną krytykę nazizmu Jung zawarł w przemówieniu, które von Papen wygłosił na uniwersytecie w Marburgu 17 czerwca 1934, z okazji 14. walnego zgromadzenia związku uniwersyteckiego odbywającego się w Marburgu w dniach 16–17 czerwca 1934. Mowa była utrzymywana w tajemnicy – nie została udostępniona organizatorom zgromadzenia, a von Papen otrzymał tekst zaledwie na dwie godziny przed wejściem na mównicę. Początkowo Jung planował wygłoszenie jej na uniwersytecie berlińskim, jednak wobec zaostrzającej się sytuacji politycznej, wystąpienie w Marburgu wydało mu się mniej problematyczne.
W wystąpieniu marburskim von Papen potwierdził wprawdzie sojusz pomiędzy rewolucją konserwatywną i narodowosocjalistyczną, lecz poddał krytyce nadużycia nazistów. Opowiedział się przeciwko kolektywizmowi w społeczeństwie i w gospodarce rozumianemu jako indywidualizm mas, postulował uporządkowany wzrost gospodarczy (niem. geordnetes Wachstum), odrzucając jednoznacznie lewicowe koncepcje narodowego socjalizmu. Jako model alternatywny proponował nowy porządek korporacyjny na wzór wilhelmiński i żądał rozwiązania NSDAP jako reliktu systemu partyjnego. Von Papen sugerował, że narodowy socjalizm to jedynie efemeryczne stadium w ogólnoeuropejskim procesie zmian.
Mowa von Papena, w zamiarze Junga, miała stać się początkiem kontrrewolucji młodych konserwatystów przeciwko narodowemu socjalizmowi. Pomocny miał być tu prezydent Rzeszy Paul von Hindenburg, na którego duży wpływ miał von Papen – prezydent Rzeszy, popierany przez Reichswehrę miał wprowadzić stan nadzwyczajny, co miało pozwolić na odsunięcie Hitlera od władzy. Jednak inni konserwatyści opowiadali się za dalszym "oswajaniem" nazistów, wyeliminowaniem radykałów z SA i powołaniem nowego rządu z udziałem Hitlera i Göringa, a także generałów Wernera von Fritscha i Gerda von Rundstedta, byłych kanclerzy Franza von Papena i Heinricha Brüninga oraz burmistrza Lipska Carla Goerdelera.
Hitler i Joseph Goebbels dowiedzieli się o krytyce von Papena jeszcze tego samego dnia podczas zjazdu NSDAP w Gerze i Goebbels natychmiast wprowadził zakaz druku mowy w prasie. 30 czerwca Jung został aresztowany – a plany sprzeciwu wobec Hitlera zostały udaremnione wskutek niedyskrecji konserwatystów, niezdecydowania von Papena, który nie zwrócił się o pomoc do Hindenburga. Jung, jako intelektualny przywódca grupy opozycjonistów, został zastrzelony podczas nocy długich noży. Von Papen pozostawał przez cztery dni w areszcie domowym. Herbert von Bose, bliski współpracownik von Papena, został również zabity. Hitler zniósł stanowisko wicekanclerza, a von Papen został odsunięty na boczny tor i mianowany ambasadorem w Austrii.

## Publikacje
- In eigener Sache. „Münchener Neueste Nachrichten”, 20. 3 1925.brak numeru strony
- Die Herrschaft der Minderwertigen. Ihr Zerfall und ihre Ablösung. Berlin: 1927. Brak numerów stron w książce
- Die Herrschaft der Minderwertigen. Ihr Zerfall und ihre Ablösung durch ein Neues Reich. Berlin: 1929/30. Brak numerów stron w książce
- Volkserhaltung. „Deutsche Rundschau”, s. 185–196, März 1930.
- Die Erschießung des Heinz-Orbis in Speyer. „Münchener Neueste Nachrichten”, 23. 11. 1930.brak numeru strony
- Aufstand der Rechten. „Deutsche Rundschau”, s. 81–86, November 1931.
- Föderalismus aus Weltanschauung. München: 1931. Brak numerów stron w książce
- Neubelebung von Weimar?. „Deutsche Rundschau”, s. 153–162, Mai 1932.
- Deutschland und die konservative Revolution. W: Deutsche über Deutschland. Die Stimme des unbekannten Politikers. München: 1932, s. 369–383.
- Deutsche Unzulänglichkeiten. „Deutsche Rundschau”, s. 81–86, November 1932.
- Einsatz der Nation. „Deutsche Rundschau”, s. 155–160, März 1933.
- Sinndeutung der deutschen Revolution. Oldenburg: 1933. Brak numerów stron w książce
- Die christliche Revolution. „Deutsche Rundschau”, s. 142–147, September 1933..
- Die geistige Krise des jungen Deutschland. Berlin. Brak numerów stron w książce